# Eleazaro (figlio di Aronne)

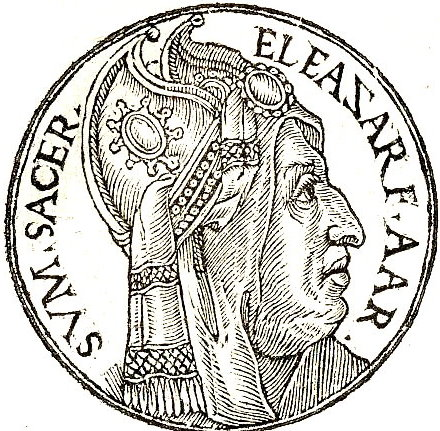
Eleazaro

Eleàzaro, o Eleàzar, è un personaggio biblico, terzo figlio di Aronne, della tribù di Levi, e sommo sacerdote d'Israele.
I suoi due fratelli maggiori, Nadab e Abiu, morirono prima del padre, nel deserto del Sinai, come punizione per aver offerto fuoco profano a Yahweh.

## Storia
Aronne, padre di Eleazaro, giunto ormai alla fine dei suoi giorni, fu condotto da Mosè, insieme allo stesso Eleazaro, sul monte Cor. Qui, come aveva ordinato Dio, Mosè lo spogliò delle sue vesti e le fece indossare a Eleazaro, che divenne così il nuovo sommo sacerdote.
Prese in moglie una figlia di Putiel, la quale diede alla luce Fineas, conosciuto anche con il nome di Pincas.
Aveva l'incarico di sorvegliare l'olio per il candelabro, il profumo aromatico dell'offerta perenne e l'olio dell'unzione nonché di sorvegliare tutta la Dimora e il suo contenuto, il santuario e i suoi arredi.
Eleazaro sovrintendeva anche al sacrificio della giovenca rossa, che veniva condotta fuori del campo per essere immolata: prendeva quindi con un dito il suo sangue e ne effettuava per sette volte l'aspersione davanti alla tenda del convegno.
Mosè ed Eleazaro effettuarono il censimento di tutta la comunità degli Israeliti, dall'età di vent'anni in su, secondo i loro casati paterni, per sapere quanti di loro potevano andare in guerra.
Quando Giosuè fu posto a capo della comunità ebraica al posto di Mosè, Dio ordinò che ciò avvenisse alla presenza di Eleazaro.
Nella guerra vinta contro i Madianiti, Eleazaro diede disposizioni riguardo alla purificazione del bottino conquistato, di cui una parte venne da lui presa in consegna per il rito di elevazione in onore di Dio.
Eleazaro fu anche uno dei sovrintendenti alla spartizione della Terra di Canaan, insieme a Giosuè e ad altri capi tribù.
Fu sepolto a Gàbaa di Pincas, che era stata data a suo figlio Pincas, sulle montagne di Efraim.

## Citazioni letterarie
Nel suo famoso e colossale romanzo Vita e opinioni di Tristram Shandy, gentiluomo, lo scrittore irlandese Laurence Sterne cita la figura di Eleazaro, accennando ad una sua orazione, scritta nel Guerra giudaica dello storiografo ebreo antico Flavio Giuseppe, che lo stesso Eleazaro riconosce di aver preso dai filosofi indiani: "Che noi e i nostri figli siamo nati per morire, ma nessuno di noi è nato per essere schiavo" (Milano, Arnoldo Mondadori Editore, 1992, vol.V, cap.XII, pag.351).